# كنعانيون
كَنْعَانُ أو أرض كنعان (بالفينيقية: 𐤊𐤍𐤏𐤍 ؛ بالعبرية:כְּנַעַן) هي حضارة ومنطقة تاريخية وشعوب سامية اللغة في الشرق الأدنى القديم، تشمل اليوم فلسطين ولبنان والأجزاء الغربية من الأردن وسوريا. وكانت المنطقة مهمة سياسياً في العصر البرونزي المتأخر خلال حقبة العمارنة، كون المنطقة كانت محل نزاع المصريين والآشوريين. ذُكر الكنعانيون كجماعة إثنية كثيراً في الانجيل العبري، ويعتبر الكنعانيون أقدم الشعوب المعروفة التي استوطنت فلسطين. استبدل الاسم «كنعان» بـ«فينيقيا» عقب سيطرة الإمبراطورية الرومانية على المنطقة.
استوطنوا الكنعانيون المناطق الجنوبية من بلاد الشام ما بين 3000 قبل الميلاد إلى 1200ق.م ، وانتشروا على طول ساحل بلاد الشام وتمركزوا في فلسطين. وأطلق اليونانيون اسم فينيقيا المشتق من فينيقيين أي الأحمر الأرجواني على القسم المتوسط والشمالي من ساحل بلاد الشام كما أطلقوا اسم الفينيقين على الكنعانيين سكان الساحل السوري، الفلسطيني واللبناني.
تستخدم كلمة الكنعانيين كمصطلح عرقي يشمل مختلف فئات السكان الأصليين - المجموعات المستوطنة والبدو على حد سواء، في جميع أنحاء جنوب بلاد الشام أو كنعان. وهو إلى حد بعيد المصطلح العرقي الأكثر استخدامًا في الكتاب المقدس. من القرن 7 ق م إلى القرن 4 ق م أسّس الكنعانيون مستعمرات كنعانية جديدة، امتدّت من غرب البحر الأبيض المتوسط إلى حدود السواحل الأطلسيّة. يعتبرهم مؤرخو العرب القدامى من العماليق، وهناك عدّة نظريات حول أصل موطن الكنعانيين، ومن أشهرها أن الكنعانيين من أكبر الموجات المهاجرة التي خرجت من شبه الجزيرة العربية، لكن يناقضها اكتشافات أن المدن الكنعانية في فلسطين أقدم من المدن الكنعانية في شبه الجزيرة العربية.

## التسمية
لا يعرف على وجه الدقة في تحديد تسمية الكنعانيين بهذا الاسم، ولكن هناك طروحات تحاول تفسير الاسم، وغالبا فإن التسمية أطلقتها أمم وأقوام أخرى عليهم.
- نظرية الاسم الأكدي: يرى بعض المؤرخين أن الاسم الأكدي (كناجي أو كناخني Kinakhni) والذي ظهر في رسائل تل العمارنة في مصر هو أصل التسمية، وهو اسم أطلقه البابليون، ويعني اللون الأحمر الأرجواني.[3]

- نظرية الاسم المصري: استعمل المصريون منذ عصر الدولة القديمة كلمة فنخو للدلالة على شعب من شعوب الشام، ويرى بعض الدارسين أن اللفظة استخدمها الإغريق وحورت إلى فويفكس (Phoivikes) للدلالة على فينيقيا وفويفيكن Phoivikn للدلالة على الفينيقيين.[4]

- نظرية الاسم الكنعاني: وجد نص الملك أدريمي ملك الالاخ (المملكة الكنعانية - الأمورية) استخدم فيه الكنعانيون أنفسهم هذا الاسم للإشارة إلى أنفسهم.[3]
- نظرية الاسم العبري: وفق التقسيم الإثني للتوراة فإن الكنعانيين من نسل حام بن نوح، وكانت من عادة اليهود نسبة أعدائهم إلى حام. التسمية أتت من السامية القديمة «كنع» بمعنى منخفض وبالتالي فالكنعانيون سكان الأراضي المنخفضة، وذلك بعكس الآراميين الذين تعود تسميتهم إلى الجذر «رم» بمعنى مرتفع.
- نظرية الاسم العربي: تتماشي هذه النظرية لغوياً مع معاني اللغة العربية، فالكلمات العربية خنع وقنع وكنع تفيد معاني الانخفاض والهبوط والتواضع.
- نظرية الاسم الحوري: تقترح هذه النظرية أن اسم كنعان مشتق من كلمة كناجي Kanaggi وهي تعني بالحورية الصبغة الأرجوانية أو القرمزية، والتي اشتهر الكنعانيون بصناعتها، وقد يكون الحوريون استقوا عن الأكديين تلك التسمية أو العكس.[3]
- أخرى: يرى بعض المؤرخون أن الهكسوس هو الاسم المصري الذي أطلقوه على الكنعانيين عندما حكموا مصر ولذلك يقال حتى الآن مصر أرض الكنانة إشارة إلى حكم سلالة النبى إسماعيل (حديث ابن عباس: "نحن معاشر قريش حي من النبط من أهل كوثى) وكنانة من النبط ولفظ نبط كان وصفاً لخروج الماء من زمزم على يد السيدة هاجر.

## الأصول الكنعانية
ينتمي الكنعانيون إلى عائلة الشعوب السامية، وبدأ ظهور الكنعانيّين في بداية عصور ما قبل التاريخ، في الفترة التي تُعرَف باسم العصر الحجري النحاسي المُمتدّة من عام 4000-3000ق.م، أي أنّ هذه المرحلة استمرّت قُرابة ألف عام. وقد استقر الكنعانيون في جنوب سوريا وفلسطين وسيطروا عليها سيطرة تامّة، حتى أنها عرفت باسم أرض كنعان أو بلاد كنعان في المرحلة الكنعانيّة (من عام 3000-1200ق.م) التي بدأت بهجرة الكنعانيّين إلى بلاد الشام وبشكل خاص الجهة الشرقيّة من البحر الأبيض المتوسّط؛ وأصبح الكنعانيّون باسم الفينيقيّين؛ حيث عاشوا على الشواطئ الشرقيّة للبحر الأبيض المتوسط، وقد وافقت هذه المرحلة العصر الحديدي الذي امتدّ بين عامَي 332-1200ق.م. وهاجر الفينيقيّون الغربيّون من بلاد الشام إلى سواحل وجُزر البحر الأبيض المتوسّط في أوروبا وشمال أفريقيا، وقد كانت هذه المرحلة معاصرةً للمرحلة السابقة مرحلة الفينيقيّين؛ إذ امتدّت بين عامَي 146-1200ق.م.
يعتبر مؤرخو العرب القدامى أن الكنعانيون من العماليق، هم من الشعوب في مناطق جنوب سوريا وكذلك وهناك ساحل في منطقة عُمان جنوب الجزيرة العربية يعرف باسم كنعان. هناك عدّة نظريات حول أصل موطن الكنعانيين، ومن أشهر النظريات، بعض المؤرخين كـ«خزعل الماجدي» هي أن الكنعانيين من أكبر الموجات المهاجرة التي خرجت من شبه الجزيرة العربية، لكن يناقضها اكتشافات أن المدن الكنعانية في فلسطين أقدم من المدن الكنعانية في شبه الجزيرة العربية، وخير دليل مدينة أريحا الكنعانية التي هي من أقدم المدن في التاريخ. ووفقاً للتقديرات الموثقة، فإن الهجرة الأمورية الكنعانية الشهيرة من الجزيرة العربية قد حدثت في منتصف الألف الثالث قبل الميلاد، غير أن بعض الباحثين يستنتجون أن الكنعانيين كانوا منذ بداية الألف الثالث مستقرين في البلاد، مستندين إلى مكتشفات الآثار المصرية. ويذهب باحثون آخرون إلى أبعد من ذلك، حيث يشيرون إلى وجود الكنعانيين ما قبل سبعة آلاف سنة، وذلك من خلال تتبع الآثار في مدنهم القديمة، وأقدمها مدينة أريحا الباقية حتى اليوم التي تعتبر من أقدم المدن في العالم. ويعتقد بعض المؤرخين بأن الكنعانيين جاءوا من بلاد ما بين النهرين.
وقد أعطى المؤرخون القدماء عدة فرضيات لأصلهم فرأى سترابو أن أصل الكنعانين هي سواحل الخليج العربي، وذلك لتشابه أسماء مدن تلك المناطق القديمة مع أسماء المدن الكنعانية في الشام، ويرجح أصحاب هذه النظرية أن تكون تلك الخليجية هي الأقدم وهاجروا إلى منطقة بلاد الشام في العصور القديمة. ويرى ابن تيمية أنهم سكان حران وأن ملوكهم هم النماردة «جمع نمرود». ويقول الطبري في تاريخه: (فَعِمْلِيقُ أَبُو الْعَمَالِيقِ كُلِّهِمْ أُمَمٍ تَفَرَّقَتْ فِي الْبِلادِ، وَكَانَ أَهْلُ الْمَشْرِقِ وَأَهْلُ عُمَانَ وَأَهْلُ الْحِجَازِ وَأَهْلُ الشَّامِ وَأَهْلُ مِصْرَ مِنْهُمْ، وَمِنْهُمْ كَانَتِ الْجَبَابِرَةُ بِالشَّامِ الَّذِينَ يُقَالُ لَهُمُ الْكَنْعَانِيُّونَ، وَمِنْهُمْ كَانَتِ الْفَرَاعِنَةُ بِمِصْرَ، وَكَانَ أَهْلُ الْبَحْرَيْنِ وَأَهْلُ عُمَانَ مِنْهُمْ أمة يسمون جاسم، وكان ساكنى الْمَدِينَةَ مِنْهُمْ، بَنُو هفٍّ وَسَعْدِ بْنِ هَزَّانَ، وَبَنُو مَطَرٍ، وَبَنُو الأَزْرَقِ وَأَهْلُ نَجْدٍ مِنْهُمْ بُدَيْلٌ وَرَاحِلٌ وَغِفَارٌ، وَأَهْلُ تَيْمَاءَ مِنْهُمْ وَكَانَ مَلِكُ الْحِجَازِ مِنْهُمْ بِتَيْمَاءَ اسْمُهُ الأَرْقَمُ، وَكَانُوا سَاكِنِي نَجْدٍ مَعَ ذَلِكَ وَكَانَ سَاكِنِي الطَّائِفِ بَنُو عَبْدِ بْنِ ضَخْمٍ...)
ويقول ابن كثير في البداية والنهاية: وَالْمَقْصُودُ أَنَّ مُوسَى ـ عَلَيْهِ السَّلَامُ ـ لَمَّا انْفَصَلَ مِنْ بِلَادِ مِصْرَ، وَوَاجَهَ بِلَادَ بَيْتِ الْمَقْدِسِ وَجَدَ فِيهَا قَوْمًا مِنَ الْجَبَّارِينَ، مِنْ الْحَيْثَانِيِّينَ، وَالْفَزَارِيِّينَ، وَالْكَنْعَانِيِّينَ، وَغَيْرِهِمْ فَأَمَرَهُمْ مُوسَى، عَلَيْهِ السَّلَامُ بِالدُّخُولِ عَلَيْهِمْ، وَمُقَاتَلَتِهِمْ وَإِجْلَائِهِمْ إِيَّاهُمْ عَنْ بَيْتِ الْمَقْدِسِ، فَإِنَّ اللَّهَ كَتَبَهُ لَهُمْ، وَوَعَدَهُمْ إِيَّاهُ، عَلَى لِسَانِ إِبْرَاهِيمَ الْخَلِيلِ، وَمُوسَى الْكَلِيمِ الْجَلِيلِ، فَأَبَوْا وَنَكَلُوا عَنِ الْجِهَادِ، فَسَلَّطَ اللَّهُ عَلَيْهِمُ الْخَوْفَ، وَأَلْقَاهُمْ فِي التِّيهِ، يَسِيرُونَ، وَيَحِلُّونَ وَيَرْتَحِلُونَ، وَيَذْهَبُونَ، وَيَجِيئُونَ، فِي مُدَّةٍ مِنَ السِّنِينَ طَوِيلَةٍ، هِيَ مِنَ الْعَدَدِ أَرْبَعُونَ، كَمَا قَالَ اللَّهُ تَعَالَى: وَإِذْ قَالَ مُوسَى لِقَوْمِهِ يَا قَوْمِ اذْكُرُوا نِعْمَةَ اللَّهِ عَلَيْكُمْ إِذْ جَعَلَ فِيكُمْ أَنْبِيَاءَ وَجَعَلَكُمْ مُلُوكًا وَآتَاكُمْ مَا لَمْ يُؤْتِ أَحَدًا مِنَ الْعَالَمِينَ * يَا قَوْمِ ادْخُلُوا الْأَرْضَ الْمُقَدَّسَةَ الَّتِي كَتَبَ اللَّهُ لَكُمْ وَلَا تَرْتَدُّوا عَلَى أَدْبَارِكُمْ فَتَنْقَلِبُوا خَاسِرِينَ * قَالُوا يَا مُوسَى إِنَّ فِيهَا قَوْمًا جَبَّارِينَ وَإِنَّا لَنْ نَدْخُلَهَا حَتَّى يَخْرُجُوا مِنْهَا فَإِنْ يَخْرُجُوا مِنْهَا فَإِنَّا دَاخِلُونَ.
وقال المسعودي متحدثا عن كنعان: هو أكبر ولد حام، وهو أول من غير دين نوح ـ عليه السلام ـ وألقى العداوة بينه وبين بني جده من الجبابرة والكنعانيين الذين كانوا بالشام، ويقال فراعنة مصر منهم، وجالوت منهم الذي قتله داود ـ عليه السلام. وتشير الدراسات الحديثة إلى أن الكنعانيين من أولى الشعوب السامية التي قطنت الوطن العربي بعد وصولها من أفريقيا عبر مصر بعد انهيار الحضارة الغسولينية في فلسطين حوالي 3300 ق.م.
ويقول محمد حسين الفرح "فليس كنعان من أبناء حام وإنما هو (كنعان بن عويلم بن سام) - كما في الإكليل - وقد أثبتت العديد من الدراسات إن قبائل كنعان سامية، وإن مهد الكنعانيين وموطنهم الأول هو جنوب الجزيرة العربية.
وورد في الكتابات العبرية أن الكنعانيين هم سكان البلاد الأصليون، كما ذكر في التوراة أنهم الشعب الأموري. في سفر يشوع، ضُمّن الكنعانيين في قائمة الأمم المطلوب إبادتها، ووُصفوا لاحقًا بأنهم مجموعة «أهلكها الإسرائيليون»، على الرغم من أن هذه الرواية تتناقض مع النصوص التوراتية اللاحقة مثل سفر أشعيا. يلاحظ الباحث التوراتي مارك سميث أن البيانات الأثرية تشير إلى «أن الثقافة الإسرائيلية تتداخل إلى حد كبير مع الثقافة الكنعانية وتستمد منها، أي أن الثقافة الإسرائيلية إلى حد كبير كنعانية بطبيعتها».:13–14 يناصب العديد من المؤرخين الغربيين العداء للكنعانيين تأثراً بالتوراة، مع أنها تمتلئ بالعديد من المغالطات؛ فمثلاً تعتبر التوراة الكنعانيين ساميين في بعض الأحيان، وحاميين في أحيان أخرى، ويتفاخرون بقتل الكنعانيين وحرق مدنهم وقراهم، وإبادة حرثهم ونسلهم في كل موقع كنعاني مروا به، فالكنعانيون في نظرهم شعب يجب أن يمحى ويباد عن وجه البسيطة.

## تاريخ كنعانيين
هناك عدة نماذج زمنية لأرض كنعان، واحد منها تقسم على النحو التالي:
- 4500 ق.م. (من عصور ما قبل التاريخ إلى العصر الحجري): مجتمعات الصيادين وجامعي الثمار الذين قاموا تدريجياً ببناء أرض الملعب للمجتمعات التي تعمل بالزراعة
- 4500-3500 ق.م. (العصر الحجري النحاسي): عمال المعادن والمزارعون الأوائل.
- 3500-2000 ق.م. (العصر البرونزي المبكر): قبل السجلات المكتوبة في المنطقة.
- 2000-1550 ق.م. (العصر البرونزي الأوسط): ظهور المدن.
- 1550-1200 ق.م. (العصر البرونزي المتأخر): الحكم المصري.
- 1200 إلى تواريخ مختلفة حسب المنطقة: بعد العصر الحديدي، سُميت الفترات على اسم الإمبراطوريات المختلفة التي حكمت المنطقة: الآشورية، البابلية، الفارسية، الهلنستية (مع إشارات إلى اليونانيين) والرومانية.

### الغزو المصري (1550 ق.م -1200 ق.م)

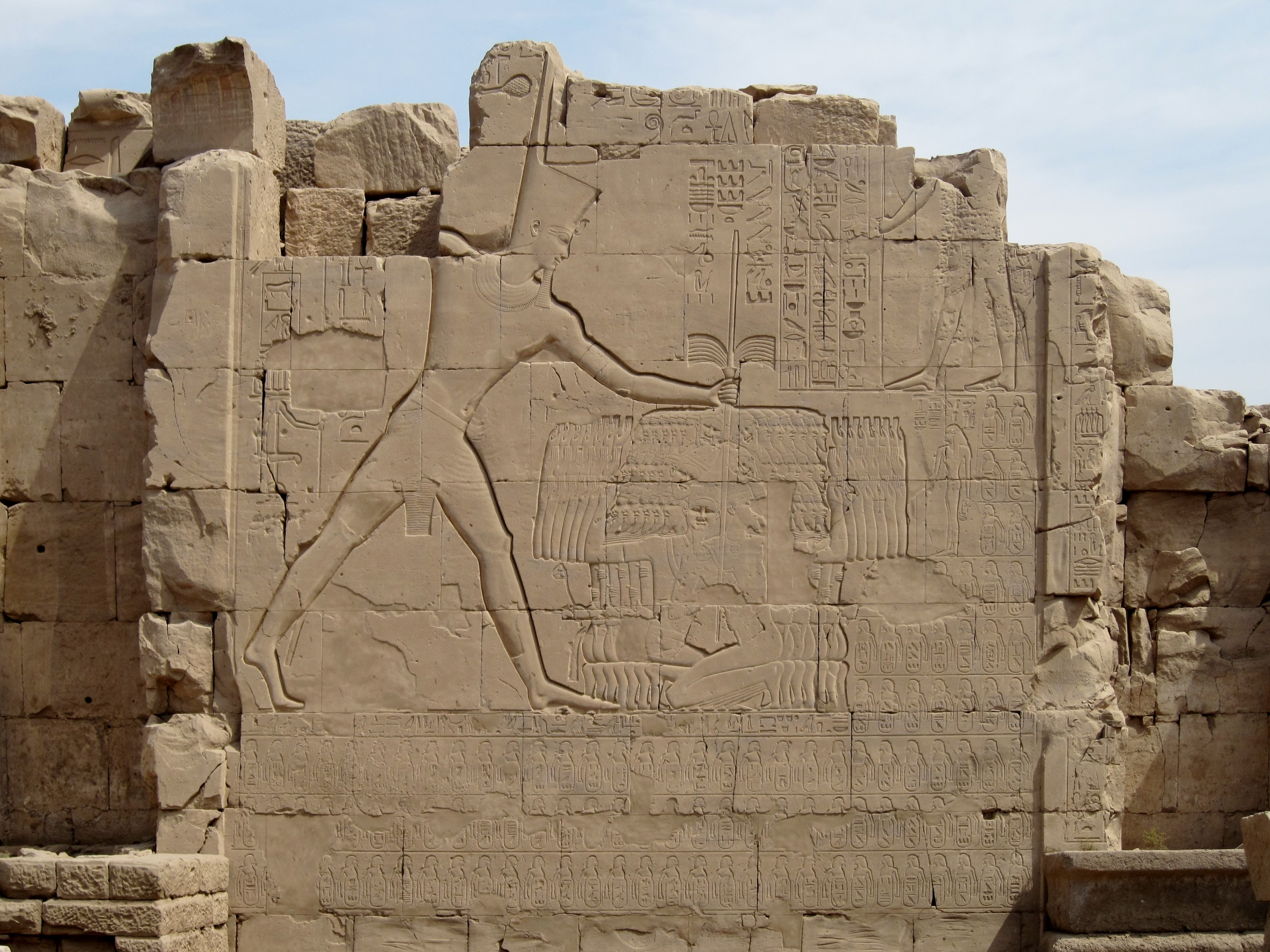
نحت بارز في معبد الكرنك يبين تحتمس الثالث وهو يذبح الأسرى الكنعانيين من معركة مجدو، القرن الخامس عشر قبل الميلاد.

لقد كانت بداية الاستعمار الطويل لبلاد الكنعانيين الذي استمر 12 قرنا هو غزو المصريين لبلاد الشام في عهد الدولة المصرية الحديثة. وقد حدث الغزو خلال القرن الرابع عشر قبل الميلاد في أيام حكم الأسرتين الثامنة عشر والتاسعة عشر ألتي تم فيها القضاء على آخر ملوك الهكسوس حوالي (1567ق.م).
وقد كان السبب الرئيسي لهذا الغزو هو تهديد المصالح التجارية لمصر في بلاد الشام، وقد بدأ هجوم المصريين من خلال معركة مجدو في عام 1468 ق.م. والتي انتصر فيها الجيش المصري في النهاية. وقد قاد المصريين في هذه المعركة تحتمس الثالث (1490 - 1436 ق.م) وقد كانت أولى حملاته الحربية، أما الجيش الذي قاتل المصريين فقد كان حلفًا بين ما يقارب الـ350 دويلة كنعانية، لكن أمير الحلف والذي سعى لجمعه هو أمير قادش. وقد اضطر الكنعانيون للاستسلام بعد حصار دام سبعة أشهر على مدينة مجدو التي اجتمعوا فيها والتي سميت المعركة باسمها. وتعتبر أول معركة مجدو تم تسجيلها في الوثائق المقبولة تاريخيا. وهي أيضا أول معركة يتم فيها استخدام القوس المركب، كما أنها أول معركة يتم فيها إحصاء عدد القتلى.
ومن الجدير ذكره أن هناك نصوص تفصيلية منذ عهد تحتمس الثالث ومنها ذلك النص المتعلق بمعركة مجدو الفاصلة التي قادها من الجانب الشامي كل من ملك مجدو وملك قادش يدعمها الملك الميتاني، وشارك في هذا التحالف ما يقارب من مائة وعشرين مدينة وورد ذكرها في إحدى قوائم تحتمس الثالث الطبوغرافية. وجاءت هذه النصوص تأتي من مصادر مصرية على شكل نقوش على المسلات التي تم نصبها في كل من الكرنك وممفيس.
عُثر على إشارات للكنعانيين في مصر من خلال رسائل تل العمارنة، وهي مجموعة كبيرة من الرُقم الطينية المكتوبة باللغة الأكادية (البابلية) والخط المسماري، وجدت في أرشيف قصر الفرعون أخناتون (أمنحوتب الرابع). وقد وُصفت اللغة المستخدمة في الكتابة أحيانًا بأنها لغة مختلطة من الكنعانية والأكادية. تمتد فترة المراسلات المكتوبة لحوالي ثلاثين عامًا.
يبلغ مجموع الألواح المكتشفة 382 لوح طيني، منها 358 تم نشرها من قبل عالم الحضارة الآشورية النرويجي يورغن كنودتزون في كتابه (Die El-Amarna-Tafeln) ، والذي صدر في مجلدين (عامي 1907 و 1915) ولا يزال حتى اليوم يعتبر المرجع الشامل عن هذه الرسائل. تعتبر رسائل العمارنة ذات أهمية كبيرة للدراسات الكتابية وللسانيات السامية ، لأنها تسلط الضوء على ثقافة ولغة الشعوب الكنعانية في العصور التي سبقت المسيحية. فهذه الرسائل وعلى الرغم من كتابتها باللغة الأكادية فهي تشير إلى اللغة الأم لمن كتبوها والذين كانوا يتحدثون باللغة الكنعانيه في شكلها المبكر. حيث تعتبر الكنعانية هي اللغة التي انحدرت منها فيما بعد اللغة العبرية والفينيقية. تقدم اللغة «الكنعانية» الأولية صورة قيمة عن المرحلة الأولية لتلك اللغات قبل عدة قرون من ظهورها الفعلي الأول.

### الغزو الحيثي

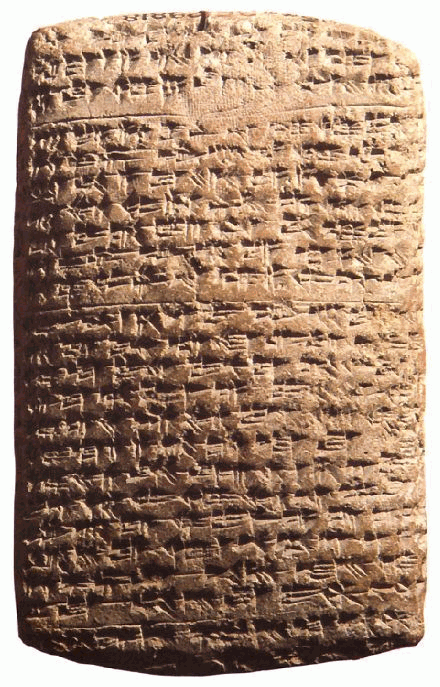
واحدة من رسائل العمارنة

في خلال الفترة التي تلت ذلك قامت دولة جديدة في المنطقة هي الدولة الحورية والتي تقاتلت مع مصر في بلاد الشام لمدةٍ من الزمن. وبعد ذلك عقدوا السلم حين تزوج الملك المصري ابنة الملك الحوري، وبعد ذلك استقرت أمور شمال بلاد الشام للحوريين بينما بقي جنوبها مع المصريين. لكن خلال هذه الفترة ادعى الملك الأموري «عبدي عشيرتا» بالرغبة بتوحيد بلاد الشام، وبدأ يستولي على الإمارات الكنعانية والأمورية، وهكذا استطاع بسط سيطرته ومن بعده ابنه «عزيرو» على كل بلاد الشام.
وقد كان الحيثيون يدعمون عبدي وابنه في توحيد بلاد الشام، وقد انتظروا حتى توحدت على أيديهم ثم غزوها وضموها إلى أراضيهم. وقد حاولت بعض مدن بلاد الشام المقاومة مثل أوغاريت لكنها فشلت. وقد أحس الفرعون «سيتوس الأول» بخطر الحيثيين ولذلك سار واسترجع بعض المدن الشامية مثل مجدو وحوران وبعض المدن التي تقع اليوم ضمن حدود لبنان. وحينها عقد الملك الحيثي «موواتالي» معاهدة سلامٍ مع المصريين بحيث يبقى الجزء الشمالي من بلاد الشام في يد الحثيين والنصف الجنوبي مع المصريين.

### الغزاة اللاحقون والعصيان
في عام 1190 ق.م سقطت الدولة الحيثية إثر مهاجمة الإغريق وبعض الشعوب العراقية لها من مختلف الجهات.وخلال ذلك الحين استغل الملك الآشوري «تجلات بلاسر الأول» (من 1090 إلى 1116 ق.م) الفرصة واجتاح جنوب سوريا، وأجبر مدينة جبيل على دفع الجزية واستولى على جزيرة أرواد لمدةٍ من الزمن، ولكن لم تكن فترة حكم الآشوريين طويلة كما أنها اقتصرت على مساحة صغيرة من أراضي الكنعانيين. وجاء في المختصر في أخبار البشر لأبي الفداء: نزل كنعان في الشام ونزل في جهة فلسطين، وتوارثها بنوه، وكان كل من ملك من بني كنعان يلقب جالوت، إِلى أن قتل داود جالوت آخر ملوكهم، وكان اسمه كلياد عن البيروني ذكر ذلك في أواخر كتاب الجواهر، فتفرقت بنو كنعان وسار منهم طائفة إلى المغرب وهم البربر.
وقامت الإمبراطورية الكلدانية البابلية بقيادة نبوخذ نصر بغزو وفرض الجزية على الممالك الكنعانية، وذلك بعد انسحاب المصريين من الأراضي الشامية، فبدأت الأخيرة تحرض الممالك الكنعانية ضد سلطة بابل ، فكانت مدينة عسقلان أول المدن التي عصت في سنة 604 ق م، فقام نبوخذ نصر باحتلالها وسبى بعض من سكانها وعين ملكا آخر عليها، ولم تقبل مملكة يهوذا أيضاً بدفع الجزية إلى بابل وقرر يهوياقيم ملك يهوذا العصيان على بابل، ففرض نبوخذ نصر الحصار على أورشليم عاصمة مملكة يهوذا وسبى بعضا من سكانها مع ملكهم يهويا كين في سنة 597 ق م، إلا أن نبوخذ نصر لم يسقط مملكة يهوذا وأقام صدقيا ابن الملك يهوياقيم مكانه ملك على يهوذا، إلا أن اليهوذيين قرروا العصيان مرة أخرى وبقيادة صدقيا وبدعم من مصر، فقام البابليون في البداية بهزيمة المصريين الذين جاؤوا لمساعدة يهوذا، وبعدها اتجه البابليون لمحاربة مملكة يهوذا، فقام البابليون بحصارها لسنة كاملة وبعدها تمكن نبوخذ نصر من اختراق مدينة أورشليم، وثم دخلوا إليها وسبوا معظم سكانها ومنهم ملكهم صدقيا (الذي نصبه نبوخذ نصر ملكاً) وأحرقوا هيكل سليمان، قال الثعلبي في تفسيره "قالوا: فلم يزل بيت المقدس على ما بناه سليمان حتى غزاه بختنصر فخرَّب المدينة وهدمها، ونقض المسجد وأخذ ما كان في سقوفه وحيطانه من الذهب والفضة والدر والياقوت وسائر الجواهر فحمله معه إلى دار مملكته من أرض العراق"، وبهذا أنهى حكم سلالة داوود على مملكة يهوذا وذلك في عام587 ق م. ولكن بعد ذلك قامت مدينة أخرى بالعصيان وهي مدينة صور الكنعانية فحاصرها لمدة 13 عام (585-572 ق م)، إلى ان قبل الكنعانيون الهيمنة البابلية، وبذلك يعد هذا الحصار الأطول في التاريخ على مدينة، وحسب ما يقول نبوخذ نصر في إحدى الألواح الأثرية بأنه تمكن من عزل ملكها الشرير وشق الطرق إلى صور بين الجبال وشتت سكانها الأشرار إلى اتجاهات الأرض الأربعة واختار ملكاً أخر عليها.
وحسب أحد الألواح الموجودة حاليا في لندن، في السنة 37 من حكمه جهز نبوخذ نصر جيشاً إلى مصر لمواجهة الملك الفرعوني أحمس الثاني فعندما سمع الفرعون أحمس بذلك أيضا جهز جيشاً من المصريين وتوجه نحو فينيقية لكن لا يعرف نتائج تلك الحرب لأن النص المسماري فيه غير واضح ومخروم.

## الحضارة الكنعانيين

### المجتمعات

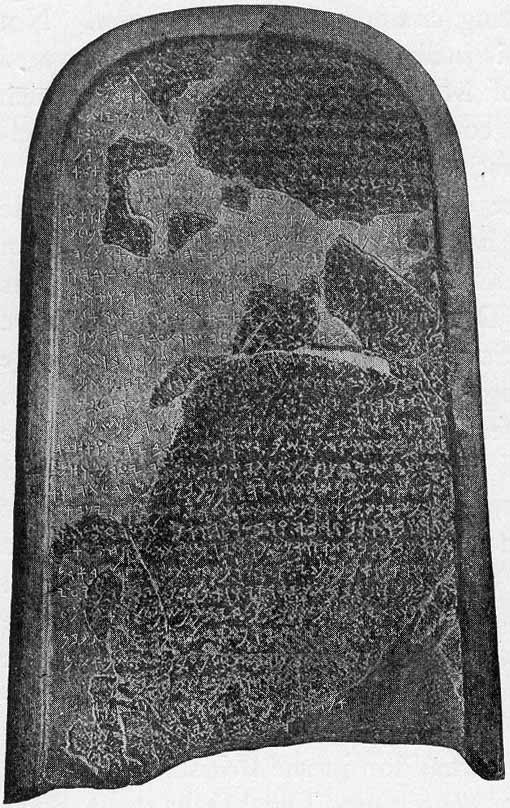
نقش ميشع، وهو مكتوب بإحدى اللغات الكنعانية.

اشتهر الكنعانيون بالزراعة والصناعة وبرعوا في التعدين وصناعة الخزف والزجاج والنسيج والثياب كما برعوا في فن العمارة، وتأتي الموسيقى والأدب على رأس الهرم في الحضارة الكنعانية، حيث لم يعن شعب سامي بالفن والموسيقى كما عني به الكنعانيون، فقد اقتبسوا كثيراً من عناصر موسيقاهم من شعوب مختلفة توطنت الشرق الأدنى القديم، وذلك لأن طقوس العبادة الكنعانية كانت تقتضي استخدام الغناء، وهكذا انتشرت ألحانهم وأدوات موسيقاهم في جميع بقاع المتوسط.
ظهرت التأثيرات الكنعانية المحلية على مختلف فلسطين من أسماء آلهتهم أمثال داجون وعشتروت، والحياة الدينية عند سكان الساحل الفلسطيني كنعانية الأصل، وكذلك المباني الدينية وأهمها سلسلة المعابد المتعاقبة في تل القصيلة التي أنشات على غرار المعابد الكنعانية مع ما يظهر عليها من تأثيرات مصرية.

### القبائل الكنعانية
- اليبوسيون سكنوا جنوب الشام في خلال الألف الثالث ق.م، وكان اليبوسيون يقطنون في منطقة القدس فقط، واليبوسيون هم عبارة عن قبيلة كنعانية، وقد بنى اليبوسيون بقيادة ملكهم «ملكي صادق» مدينة القدس وأسموها «شاليم» وهو اسم إله السلام عند الكنعانيين، ثم حرفت لاحقا إلى «أورشالم» والتي تعني «جبل السلام»، وقد كانت تسمى أيضا ب«يبوس» نسبة إلى اليبوسيين، وبعد ذلك استقروا في المنطقة لمدة طويلة حتى وصول بني إسرائيل في القرن الثاني عشر ق.م، وحينها استولى الإسرائيليون على المدينة بقيادة داود عليه السلام، وطردوا اليبوسيون وحصنوا المدينة وشيدوا فيها الهيكل، وبعد ذلك تشتت اليبوسيون في بلاد الشام ولم يرد لهم أي ذكر في التاريخ بعد ذلك. لم يطرد اليهود اليبوسيين من مدينة القدس بل أبقوا عليهم فيها وعاشوا معهم فيها كما ورد في التوراة في سفر القضاة الإصحاح الأول.[32][33]

### الديانات
مورست الديانات الكنعانيه طوال العصر البرونزي والعصر الحديدي. حتى القيام بعمليات الحفر التي بدأت عام 1928 في مدينة رأس شمرا (المعروف أيضا باسم أوغاريت) في شمال سوريا، لم يعرف الباحثون عن الديانات الكنعانية حتى اكتشفوا أرشيفا من نصوص طينيه من العصر البرونزي مكتوبة بالأبجدية المسمارية تشرح الممارسات الدينية الكنعانية. وقبل هذا الأكتشاف، كانت التوراة المصدر الوحيد عن ثقافة الكنعانيين. وهناك نصوص تدعم روايات الكتاب المقدس منها مثنوية ومثلثة بما في ذلك أعمال لوسيان من الساموساطي بعنوان «ألهة سوريا» (القرن الثاني الميلادي)، ونثر حول التاريخ لفينيقي حفظها فيلو بيبلوس (حوالي 64 م – 141 م) وكتابات داماسسيوس (ق. 458 – 538 م). دراسات حديثة حول المواد الأوغاريتية كشفت معلومات إضافية حول الدين المنطقة،  تستكملها النقوش الشامية وأرشيف تل إبلا  (حفرت في وقت مبكر من ستينات القرن العشرين).
تظهر الديانة الكنعانيين تأثير واضح من الممارسات الدينية لحضارات ما بين النهرين ومصر. مثل غيرهم من شعوب الشرق الأدنى القديم، كانت الديانة الكنعانية شركية، وتركز الأسر عادة على عبادة الأجداد مع الإقرار بوجود آلهة أخرى مثل بعل، عناة، وإيل. كما لعب الملوك لعبت دورا هاما في الديانة وفي بعض الاحتفالات، مثل الزواج المقدس في مهرجان السنة الجديدة. المعتقدات والديانة الأوغاريتية هي امتداد للديانة الكنعانية في سورية كما تبين الأساطير الميثولوجية الواردة في النصوص الدينية والملاحم ونصوص الشعائر والعبادات، وكذلك تدل المعابد في المدينة عن المعتقدات والعبادات السائدة انذاك وهناك عدة معابد أهمها معبدين على الأكروبول (مرتفع المدينة)، بينهما بيت الكاهن الأكبر، معبد الإله إل (ءل - ءيل - إيل)، (بيت إيل) وربما معبد الإله دجن (داجان، داجون) معه، في الجهة الجنوبية الشرقية والذي يرجح تاريخ بناؤه بـ 2000 ق.م، ومعبد الإله بعل (بيت بعل) في الجهة الشمالية الغربية وهو أحدث في حوالي 1400 ق.م وكان للمعتقدات طقوسها وشعائرها. أدت مجموعة عوامل على رأسها مهاجمة «شعوب البحر» لمنطقة الساحل السوري الكنعاني إلى توقف الحياة في أوغاريت في العام 1185 قبل الميلاد تقريبًا.

#### الطقوس الدينية

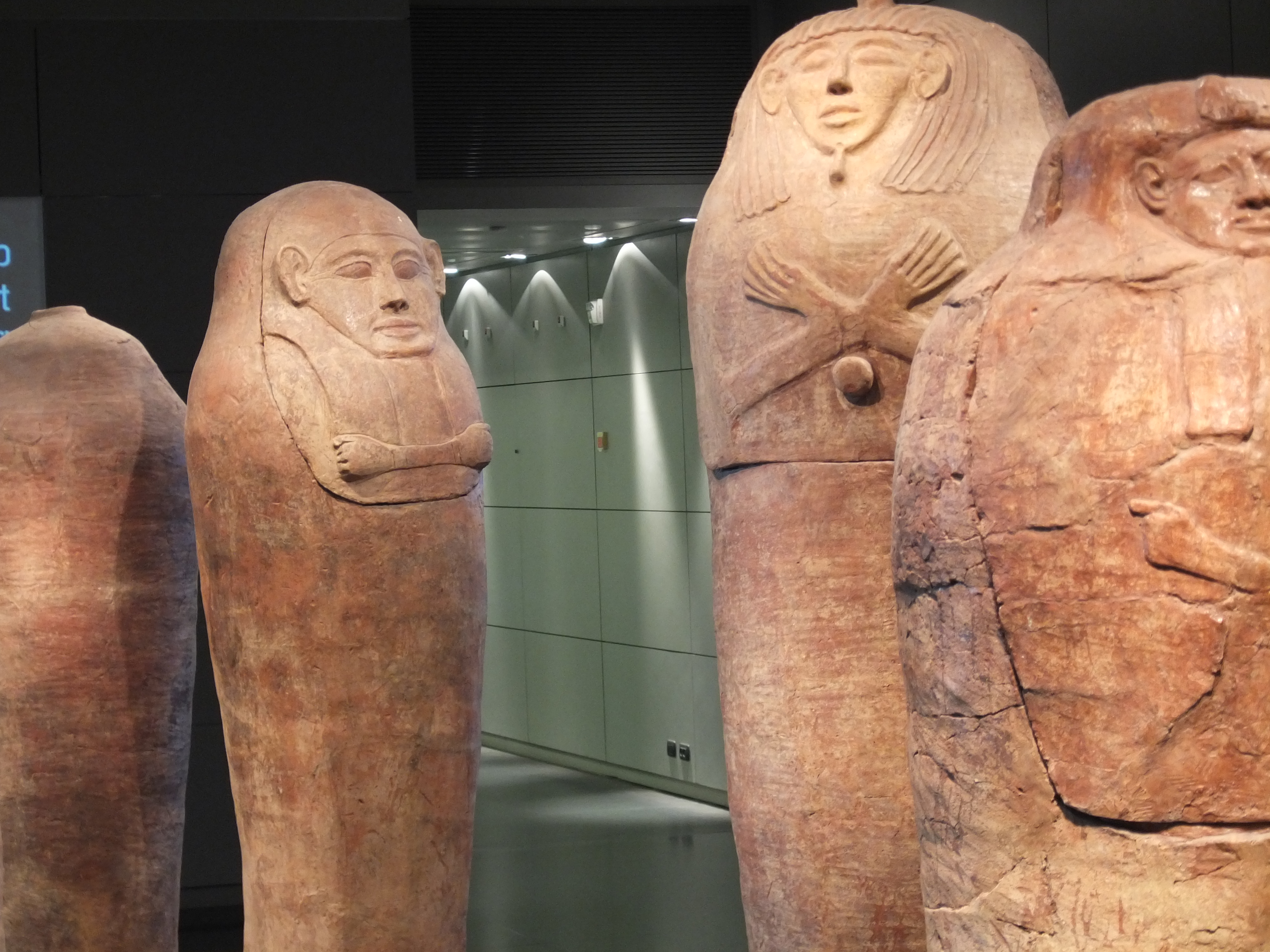
توابيت كنعانية

الاغتسال والتطهر
كان الاغتسال أو التطهّر يجري بواسطة أربعة أشياء عند الكنعانيين، أولاً: الماء وقد كان عليهم وفق العقيدة الاغتسال يومياً، وكان الاغتسال بعد الحرب ضرورياً أيضاً لأنها تعتبر جريمةً يجب إزالة كلّ أثرٍ لها. ثانياً: الزيت وقد كان يستخدمه الملوك غالباً وقد كان الدهان الأرجواني يشفي من بعض الأمراض حسب عقيدتهم، وقد كان على الملك الاغتسال بالزيت قبل تولّي الحكم. ثالثاً: النار التي كانت من أعظم وسائل التطهر عندهم، وقد كانت النار تستخدم دائماً لتطهير الذبائح. رابعاً: الصلاة..
دق الطبول وصهر التماثيلكان دق الطبول طقساً تطهيرياً الغرض منه إبعاد الأرواح الشريرة (كما يعتقدون)، وقد كان صهر التماثيل تطهيرياً أيضاً وذلك لأنه كان يُتم بالنار.
القرابينكانت القرابين توضع مع الموتى، وقد عثر على قرابين تمثل حيواناتٍ في بعض بقايا المدن القرطاجية، وهناك إناءٌ خاصٌّ للقرابين به سبعة أوعيةٍ كلٌّ منها على شكل زهرة سوسن. وكان وادي هنوم يقع بالقرب من مدينة أورشليم في الكتاب المقدس وكانت تقدم فيه ذبائح بشرية من الأطفال دون 3 سنوات من قبل الكنعانيين للآلهة الكنعانية مثل بعل ومولوخ. وقد وصفه الله في التوراة بأنها أبشع الخطايا أو الجرائم التي كان يقترفها الكنعانيين والتي بسببها حكم الله على الشعوب السبعة التي كانت متواجدة في أرض كنعان بالفناء. وبعد مجئ بني إسرائيل إلى أرضهم الموعودة مارس بعض منهم هذه الطقوس ومنهم الملك منسى ملك يهوذا وبسبب هذا حكم الله على شعب يهوذا بالسبي إلى بابل حسب ما ذكرت التوراة.
الألواح الجنائزية والمعابدكانت هذه الألواح تثبت بواسطة الطين أمام القبور، وأحيانا تمثل الألواح وجه الميت أو تكون اللوحة زخرفاً مثلثاً. وكانت المعابد المحلية خلال الفترة الكنعانية مكرسة إلى حد كبير لثالوث هليوبوليس : إله ذكر (بعل) وقرينته الآنثى (عشتروت) وابنهما (أدون).
التماثيل
كانوا يصنعون من الطين أيضا تماثيل للألهة والأشخاص والحيوانات. وعصر الكنعانيين غني بالحلي والمجوهرات. فهنالك أقراط وخواتم وأساور من الفضة والذهب. وكانوا يستعملون الخرز بكثرة ويصنعنونه من العقيق الأحمر المحزز، ومن الحجر الجيري. وباشروا في أوائل هذا العصر بحفر العاج فأخذا هذا الفن يترعرع حتى بلغ أوجه في القسم الثاني من ذلك العهد. وكانوا يصنعون الخناجر الذهبية للاستعمال في الحفلات، كما كانوا يتحلون بالقلائد المصنوعة من الذهب والمرصعة بالحجارة الكريمة.;الأعياد: من الأعياد التي كان يُقيمها الكنعانيون: الأدونيات، عيد الهفريس، أعياد ملكارت، أعياد رشف، أعياد ياشمون.

### اللغة

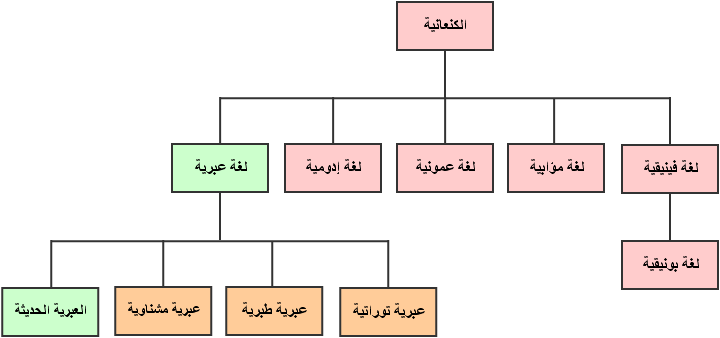
تصنف اللغات الكنعانية الرئيسية كما يلي:
لغات كنعانية منقرضة ولم تعد مستعملة في الوقت الحالي.
لغات كنعانية تستعمل بنطاق ضيق (كالاستعمالات الدينية).
لغات كنعانية حية ومستعملة بشكل واسع.

كان الكنعانيون يتحدثون الكنعانية، وهي لغة سامية مشابهة للغة الساميين الشماليين الغربيين (العموريون) والتي تربطهم علاقة لغوية وثيقة، وقد تزامنت هجرتهم إلى بلاد الشام معهم. وقد انتشرت اللغات الكنعانية في أرض كنعان التي تشمل أساساً فلسطين والساحل الغربي للبنان والجنوب الغربي من سوريا على لسان الكنعانيين بعد هجرتهم إليها، وكانت هذه اللغات عبارة عن مجموعة من اللهجات المتقاربة من بعضها البعض في الصفات اللغوية. اللغة الوحيدة من عائلة اللغات الكنعانية التي لا تزال مستخدمة حتى اليوم هي اللغة العبرية. كان للكنعانيين لهجة خاصة تمثل أحد فروع اللغات السامية التي تجمعها واللغة العبرية والأُغاريتية والمؤابية والأدومية قرابة واضحة. وقد كتب الكنعانيون في البداية كتابة تصويرية خاصة بهم، ثم اخترعوا كتابة  ألفبائية في أُوغاريت، ذات شكل مسماري، وكتابة ألفبائية أخرى في جبيل، دعيت باسم «الكتابة الفينيقية».
ينقسم الكنعانيّون حسب التصنيف اللغوي إلى عدّة فروع أشهرها
- الفينيقيون: سكنوا على سواحل البحر الأبيض المتوسّط الشّرقي «الشّاطئ السوري واللبناني».
- الأموريون: سكنوا في سوريا الدّاخليّة كما امتدوا إلى جبال لبنان وجبال فلسطين.
- المؤابيون: سكنوا شرقي البحر الميت.
- العبرانيون: سكنوا جنوبي ووسط فلسطين. يشير علم الآثار الحديث إلى أن بني إسرائيل تفرعوا من الكنعانيين من خلال تطور ديانتهم اليهوهية، وهي ديانة عبدت إلهًا واحدًا من بين آلهة متعددة ، ثم تحوّلت لاحقًا إلى ديانة توحيدية تتمحور حول الإله القومي يهوه.[38][39][40][41][42] ولذا، يمكن وصفهم بأنهم مجموعة عرقية دينية.[43] تحدّث بصورة قديمة من اللغة العبرية، والتي كانت لهجة إقليمية من اللغة الكنعانية المعروفة اليوم باسم العبرية الكتابية.[44] في العصر الحديدي، ظهرت مملكتا إسرائيل ويهوذا.
- العمونيون: سكنوا شرقي نهر الأردن.

## المدن الكنعانية
لم يشكل الكنعانيون دولة موحدة، بل كانت لهم بضع دول في بلاد الشام. واستقرت في الشريط الساحلي والجزء الشمالي والغربي، وأسست فيه حضارات ومدن وممالك كمملكة إبلا، ومملكة يمحاض في حلب، ومملكة أوغاريت قرب اللاذقية، وأطلق تجار اليونان على الكنعانيين من سكان الساحل في جزيرة أرواد وجبيل وصيدا وصور اسم الفينيقيين. من أقدم المدن الكنعانية الباقية حتى اليوم:
أريحا (أريحا عند الكنعانيين تعني قمر)، أسدود، عكو (عكا) ، هزاتي (غزة) ، يافي (يافا) ، أشكلون (عسقلان) ، بيت شان (بيسان) ، الخليل (كانت تسمى بقرية أربع نسبة إلى ملك كنعاني اسمه أربع) ، آبل (الناصرة) ، وهناك أيضاً العديد من المدن والقرى منها ما بقي حتى اليوم ومنها ما اندثر، وقد كانت شكيم العاصمة الطبيعية لكنعان. تعني كلمة شكيم المنكب أو الأرض المرتفعة، وموقع المدينة في الغالب شرق مدينة نابلس الحالية إلى الشمال قليلا من القرية المعروفة اليوم باسم بلاطة البلد، وجاء في التوراة أن يعقوب حينما أتى إلى شكيم وأذن له بالنزول بجوارها، كان حاكم المدينة حمور الحوى الكنعاني وذكرت أن اسم ابنه كان شكيم أيضاً. وقد بنى اليبوسيون بقيادة ملكهم «ملكي صادق» مدينة القدس وأسموها «شاليم»، وهو اسم إله السلام عند الكنعانيين.
بذل الإسرائيليون الجهد الكبير لإيهام العالم بأنهم هم الذين كانوا بناة الحضارة الكنعانية، وأصحاب الأناشيد والتراتيل والغناء، وقد تمكنوا فعلاً من جعل الوهم حقيقة في عقول الكثيرين، إلا أن المؤرخين الكبار الثقات أمثال (جيمس هنري برستد) الذي يصف المدن الكنعانية المزدهرة يوم دخلها العبريون بقوله أنها كانت مدنا فيها البيوت المترفة المريحة، وفيها الصناعة والتجارة والكتابة والمعابد وفيها الحضارة التي سرعان ما اقتبسها العبريون الرعاة البدائيون، فتركوا خيامهم وقلدوهم في بناء البيوت، كما خلعوا الجلود التي ارتدوها في الصحراء، وارتدوا الثياب الصوفية الزاهية الألوان، وبعد فترة لم يعد بالإمكان أن يفرق المرء بين الكنعانيين والعبرانيين بالمظهر الخارجي ، وبعد دخول الفلسطينيين من جهة البحر والإسرائيليين من جهة الأردن، توزعت أرض كنعان بين الأقوام الثلاثة، ولم يعد الكنعانيون وحدهم سادة البلاد، غير أن اللغة الكنعانية بقيت هي السائدة.
ومنذ فجر التاريخ المكتوب أي منذ خمسة آلاف سنة لم تعرف فلسطين حتى عهد الانتداب البريطاني سنة 1917 سوى لغات ثلاث: الكنعانية أولاً، والآرامية ثانياً، -وهي اللغة التي تكلم بها السيد المسيح- والعربية ثالثاً.

## اسماء نُسبت للكنعانية
- الحركة الكنعانية
- كلب كنعاني

## الهوامش
1. ↑  يقول أسد رستم: "الفينيقيون -كشعبٍ- افتراضٌ غير موجود"، إذ إن لفظ "الفينيقيين" هي كلمة ابتدعها الإغريق للحديث عن سكان المدن الكنعانيّة على سواحل بلاد الشام، وهي كلمة مشتقّة من اسم صبغة أرجوان صور التي اشتُهِرَت بها هذه المدن، بل إن الإغريق أطلقوا اسم الفينيقيين على سكان كريت وقتئذٍ لاشتغالهم باستخراج وتحضير الصباغ الأرجواني. وأما سكان صيدا وصور وغيرها من المدن المشهورة بأنها "فينيقية" فكانوا من الكنعانيين وعرفوا بلادهم باسم بلاد كنعان (منير الخوري، "صيدا عبر حقب التاريخ"، ص 21-22، نقلاً عن د. أسد رستم: مجلة الإذاعة اللبنانية، شباط 1965م). ويعتمد هذا المقال -بناءً على ما سبق- تسمية "الكنعانيّين"، مع ذكر اسم "الفينقيين" أو "فينيقيا" أو "اللغة الفينيقية" في الصياغات الموجبة لذلك حصراً، وعلى صعيد الالتزام بأمانة الاقتباس فقط.

## وصلات خارجية
- لمزيد من القراءة عن الحضارة الكنعانيّة، يمكن الاطّلاع على البحثين التاليين للباحث والاكاديميّ جوزف لبُّس:
  - «ديانة من ماء - المطر في الديانة الكنعانيّة» (المشرق، السنة 93، الجزء الثاني، تمّوز – كانون الأوّل 2019)، ص385-402.
  - «المطر والأرجوان أو الدِّين والفنّ في الحضارة الكَنعانيّة» (المشرق، السنة 91، الجزء الأوّل، كانون الثاني - حزيران 2017)، ص141-165.
- مقابلة تفزيونيّة مع الكاتب جوزف لبُّس تحت عنوان «الفن والحضارة الكنعانيّة»، ضمن برنامج أجراس الشرق على قناة الميادين، 5-11-2020، الساعة 20:00. يتحدث فيها الكاتب عن إيل وبعل وعشتار رمزية المطر والماء والورد، أين يلتقي الدين والأدب الكنعاني وأين يتصارعان؟ موقع الفن في العصورالقديمة.